# Melkøya
Melkøya je norský ostrov nacházející se v kraji Finnmark nedaleko města Hammerfest. Ostrov o ploše 0,69 km2 je s městem Hammerfest spojen tunelem Melkøysund, který byl dokončen v roce 2003.
Prakticky celý ostrov je pokryt průmyslovým zařízením pro příjem a zpracování zemního plynu firmy Statoil. Stavba továrny byla dokončena v roce 2007. Zemní plyn je na ostrov příváděn z oblasti Snøhvit v Barentsově moři 143 km dlouhým plynovodem a poté zkapalněn. Zkapalněný zemní plyn je tankery vyvážen na světové trhy.